# Action française

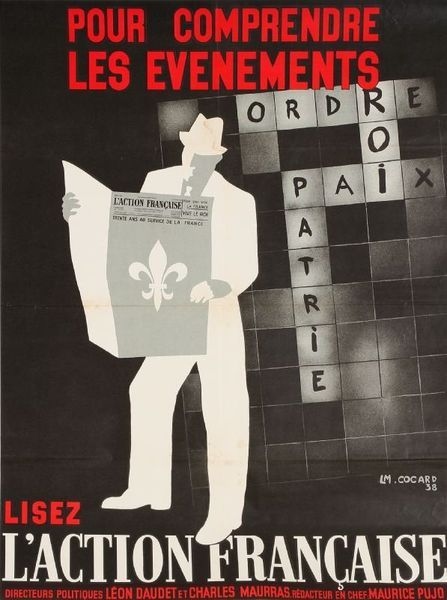
Propaganda de Action française de 1938. Declara orden, rey, paz y patria. Aparece además una flor de lis, parte del escudo de la dinastía de los borbones desde el siglo XVI

Acción francesa (en francés: Action française) (AF) es un movimiento político nacionalista y realista francés de extrema derecha.
Fue fundado en 1899 en pleno caso Dreyfus por Henri Vaugeois y Maurice Pujo con el objetivo de llevar a cabo una reforma intelectual del nacionalismo. Originalmente estructurado bajo un nacionalismo republicano, se convirtió rápidamente en monárquico bajo la influencia de Charles Maurras y su doctrina del nacionalismo integral, que criticaba el legado de la Revolución Francesa desde posturas antidemocráticas, antisemitas y opuestas al laicismo y al secularismo.
En el período de entreguerras el movimiento gozó de prestigio e influencia pero su popularidad declinó gradualmente como resultado del ascenso del fascismo y el nacionalsocialismo, aunado de una ruptura en las relaciones con la Iglesia católica en Francia. Durante la Segunda Guerra Mundial Acción Francesa apoyó de manera crítica al Régimen de Vichy y al mariscal Philippe Pétain. Después de la caída del régimen de Vichy su periódico fue prohibido y Maurras y Pujo fueron sentenciados a cadena perpetua por colaboracionismo. 
Tras la Liberación Action française quedó desacreditado, su periódico dejó de publicarse y se prohibió el uso de su título, sin embargo en 1947 un nuevo periódico llamado Aspects de la France revivió el movimiento.
En 1955 la Restauración Nacional (RN) tomó el relevo de Action Française antes de experimentar dos escisiones: Nouvelle Action Française (NAF) en 1971 y el Centro Realista para la Acción Francesa (CRAF) en 1997. Desde entonces el movimiento ha retomado su nombre original con la reincorporación de CRAF y RN en 2018. En ese año Action française declaró un total de tres mil miembros.

## Ideología
La ideología de Action française estuvo dominada por el pensamiento de Charles Maurras desde su adhesión. El movimiento apoyó una restauración de la monarquía y, después de la ley de 1905 sobre la separación de la Iglesia y el Estado, la restauración del catolicismo como la religión del estado, incluso a pesar de que Maurras era un agnóstico. Según el historiador Michael Curtis, el movimiento no pretendía restaurar el poder real, sino establecer a la figura monárquica como un emblema contra la Tercera República, vista como corrupta e ineficaz. El movimiento abogó el nacionalismo integral, la descentralización (una "monarquía federal"), con la restauración de las libertades prerrevolucionarias a las antiguas provincias de Francia (reemplazadas durante la Revolución por el sistema departamental). Su objetivo era lograr una restauración por medio de un golpe de Estado, probablemente con un gobierno autoritario de transición. Hubo elementos antisemitas en el pensamiento de Charles Maurras, además de apoyo al régimen de Vichy durante la Segunda Guerra Mundial.

## Análisis de politólogos
Aunque en 1965, el historiador alemán Ernst Nolte afirmó que la Acción francesa era fascista y consideró a Action française como el primer partido fascista, los estudiosos actuales consideran que la visión de Nolte es extrema y arcaica. Por ejemplo, en 1999, el historiador británico Richard Thurlow afirmó que "su vinculación [de Nolte] de Action française a la tradición fascista era engañosa". Más tarde, René Rémond y Stanley G. Payne describieron las diferencias entre Action française y el fascismo italiano.
En los libros Ni el Derecho ni la Izquierda y El Nacimiento de la Ideología Fascista, Zeev Sternhell afirmó que Acción francaise influyó en el nacionalsindicalismo y, en consecuencia, en el fascismo. Según Sternhell, el nacionalsindicalismo se formó por la combinación entre el nacionalismo integral de Action française y el sindicalismo revolucionario de Georges Sorel. El nacionalsindicalismo se extendió a Italia, y luego fue parte de la doctrina del movimiento fascista italiano. En Francia, el sindicalismo nacional influyó en los no-conformistas de la década de 1930. Basado en los puntos de vista de los mismos no-conformistas, Sternhell argumentó que los mismos eran en realidad una forma francesa de fascismo.
Aunque apoyaba la rama orleanista, según la clasificación de las familias derechistas francesas del historiador René Rémond, estaría más cerca de la rama legitimista, caracterizada por un completo rechazo a todos los cambios en Francia desde la Revolución Francesa de 1789. Según Rémond, los partidarios de la rama orleanista tendían a favorecer el liberalismo económico.

## Historia

### Primeros años
El diario  L'Action française (continuador de la Revue d'Action française) se publica por vez primera el 21 de marzo de 1908, alcanzando una difusión de 30 000 ejemplares. Nuevas personalidades se unen a las filas del partido, que ya cuenta con unos 20 000 militantes: el polemista y novelista Léon Daudet (hijo de Alphonse Daudet), el historiador Jacques Bainville, el crítico Jules Lemaître, el economista Georges Valois.
La militancia de Acción francesa no duda en recurrir a la violencia física, con la creación en noviembre de 1908 de los Camelots du Roi, grupo de jóvenes encargados de la venta del diario y también de los «golpes de mano» en las calles. Acción francesa posee por entonces un alto prestigio entre los jóvenes estudiantes reaccionarios, y los Camelots du Roi se distinguen por sus numerosos enfrentamientos callejeros. Para Payne, se trató del primer «movimiento de camisas» prefascista del nacionalismo radical europeo.
En junio de 1908, hay manifestaciones enardecidas cuando se trasfieren las cenizas de Émile Zola, con una actuación muy destacada en el caso Dreyfus, al Panteón de París. Sus carteles de la época denuncian el régimen republicano, al que tildan de «gobierno de esos extranjeros más o menos naturalizados o metecos que, estos días, ensuciarán con el cadáver de su Zola el Panteón desfactado».
En diciembre de 1908 se produce el caso Thalamas: los Camelots asaltan violentamente las clases del profesor Amédée Thalamas en la Universidad de La Sorbona. Thalamas había sido ya diana de los ataques de Acción francesa en 1904, cuando era profesor de Historia en el Instituto Condorcet, por haber «insultado a Juana de Arco» al ofrecer a sus alumnos una visión positivista de la vida de ésta.
En 1911, relanzan el antisemitismo en el Barrio Latino de París, al revolverse contra una obra de Henri Bernstein, judío, a quien acusan de haber desertado durante su servicio militar en el Ejército.
Desde 1919, Charles Maurras solicita el derecho al voto de la mujer, derecho que las mujeres no poseerán en Francia hasta que les sea concedido por orden del 21 de abril de 1944 del Gobierno Provisional de la República Francesa, presidido por Charles de Gaulle. Maurras consideraba que las mujeres serían más sensibles a los argumentos políticos relacionados con la tradición y el catolicismo que los varones.

### Condena papal (1926-1939)

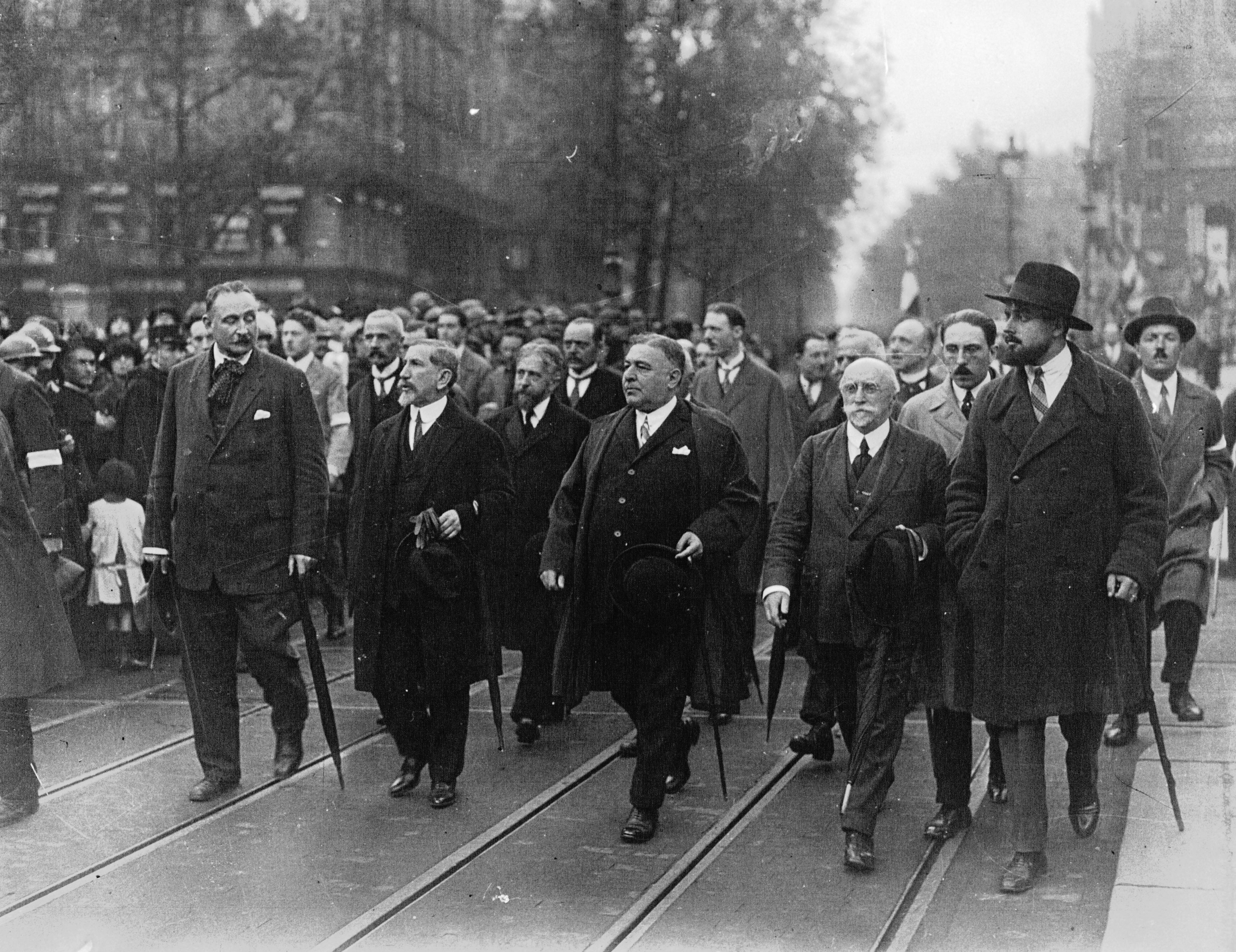
Los líderes de Acción française durante la fiesta de Juana de Arco, el 8 de mayo de 1927.

La principal crítica efectuada al maurrasismo por Roma es que subordinaba la religión a la política y al nacionalismo, ya que Maurras, racionalista, se definía como agnóstico, no valorando al catolicismo sino como medio de unificar la Nación Francesa. Payne afirma que para los dirigentes de Acción francesa, el catolicismo era una herramienta útil, siendo escépticos en lo tocante a la teología. León Daudet a su vez mostraba más interés en el espiritualismo y la magia que en el cristianismo.
Pospuesta en varias ocasiones (aunque algunas obras abiertamente agnósticas de Maurras habían sido ya incluidas en el Index Librorum Prohibitorum), la condena de Acción francesa por Roma tendrá lugar el 29 de diciembre de 1926. El papa Pío XI condena al partido que, a sus ojos, ejerce demasiada influencia sobre la juventud católica: los libros de Maurras al igual que su Diario son incluidos en el índice por Decreto de la Congregación para la Doctrina de la Fe, sucesora de la Santa Inquisición. El 8 de marzo de 1927, se prohíben los ritos de los sacramentos a los militantes del partido. Ello supone un duro golpe contra el movimiento y traumatiza a parte de la derecha católica que le apoyaba. La Casa Real, ante la presión del Papa, denuncia también a Acción Francesa. A consecuencia de estos reveses, muchos de sus miembros abandonan el partido, como Georges Bernanos o Jacques Maritain, y este entra en un período de declive. El Papa Pío XII levantó la condena del maurrasianismo en 1939, tras la guerra civil española, que supuso la renovación del anticomunismo en el seno de la Iglesia[cita requerida], y tras recibir fuertes presiones de un sector de la jerarquía eclesiástica.

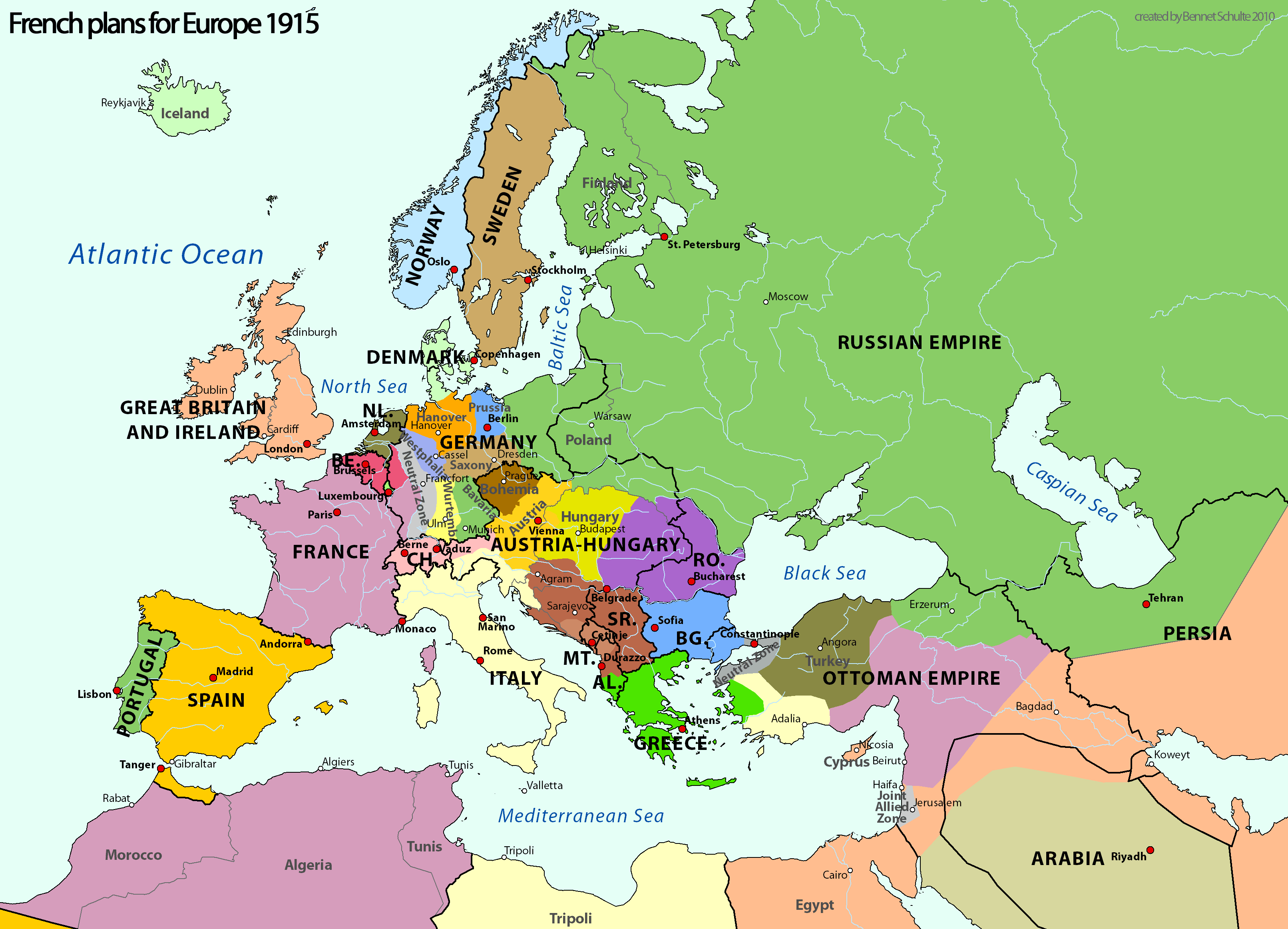
Ideas sobre la Europa después de la Primera Guerra Mundial por los extremistas franceses de Action Française. "L'Europe future de demain. Démembrement des empires Allemand & Austro-Hongrois - déchéance du Royaume de Prusse" de F. Pigeon, publicado en París 1915.

### Período de entreguerras
Durante el período de entreguerras, Acción francesa se desarrolla. En las elecciones legislativas de 1919, la lista de Unión Nacional, apoyada por el partido, logra 30 escaños, entre ellos el de Léon Daudet por París.
Acción francesa continúa la recluta de nuevas generaciones de militantes (Georges Bernanos, Robert Brasillach, Thierry Maulnier, Lucien Rebatet, etc.) pero se producen igualmente algunas disidencias (Georges Valois que abandona con 2.000 militantes para fundar el Faisceau, Louis Dimier, el grupo que fundará La Cagoule, etc.).
En los disturbios del 6 de febrero de 1934, los agitadores de Acción francesa están en primera fila de la manifestación, que supone un intento abortado de un extraño golpe de Estado. Por lo que respecta a la política exterior, Maurras y Bainville preconizan la alianza con la Italia fascista de Benito Mussolini contra la Alemania nazi de Adolf Hitler, en un momento además en que Italia y Alemania parecen enfrentadas, especialmente por la oposición italiana al expansionismo nazi sobre Austria que culminará en el Anschluss.
El 1 de febrero de 1935, algunos estudiantes de la Universidad se unen a Acción francesa, manifestándose contra la «invasión de los metecos» y convocando una huelga.

### Segunda Guerra Mundial
En febrero de 1941, Charles Maurras califica como «divina sorpresa» la decisión del mariscal Philippe Pétain de expulsar a Pierre Laval del gobierno. Apoya entonces en forma activa la política del Gobierno de Vichy, en el que ve el símbolo de la unidad, como continuación de la Unión sagrada de 1914. El programa reaccionario de Vichy de una Révolution Nationale (Revolución Nacional) fue completamente aprobado por Maurras, quien inspiró gran parte de él. Maurras también criticó el Estatuto de 1940 sobre los judíos del régimen de Vichy por ser demasiado moderado. Acción francesa se divide durante esta época en:
- Algunos de los maurrasistas se encuentran en el primer régimen de Vichy que se presenta influido por las ideas neo-tradicionalistas (Raphaël Alibert, que no pertenece a Acción francesa, pero comparte las ideas de Maurras, es nombrado ministro de Justicia, etc.): régimen autoritario, referentes católicos, regreso a las raíces de la tierra, antisemitismo, etc.
- Otros maurrasistas se unen a la Resistencia francesa o a Charles de Gaulle: Gilbert Renault (alias coronel Rémy), Alain Griotteray, Henri d'Astier de la Vigerie, Jacques Renouvin, Pierre de Bénouville, Paul Dungler, Philippe Leclerc, Daniel Cordier, Honoré d'Estienne d'Orves, etc.;
- Para terminar, otros participan activamente en el colaboracionismo con el Tercer Reich, siendo vilipendiados por Maurras, que reniega de ellos.
- Por su parte, Charles Maurras mantiene su postura de ser partidario del mariscal Philippe Pétain, persuadido, según dirá luego, de que Pétain practica un doble juego con los alemanes (y efectivamente el mariscal Pétain sostiene a la red de la Resistencia de Paul Dungler en Alsacia).

### Posguerra
Maurras fue arrestado en septiembre de 1944 con Maurice Pujo y acusado por el Tribunal Superior de Lyon de "complicidad con el enemigo" sobre la base de los artículos publicados por Maurras desde el comienzo de la guerra. Fue amnistiado en 1952 por el presidente Vincent Auriol, tras ser hospitalizado.
Acción francesa se reconstituye en 1947 en torno del diario Aspects de la France (sus iniciales son transparentes al respecto) y del movimiento «Restauration nationale». Tras la muerte de Maurras, en 1952, dos periódicos rivales, Aspects de la France y La Nation française de Pierre Boutang reivindican la herencia maurrasista, hasta que en 1967 desaparece la Nation française.
En 1971, Bertrand Renouvin crea una escisión y funda la Nouvelle Action française, que pronto se convertirá en la Nouvelle Action royaliste (orléanista). Este movimiento llamará votar a François Mitterrand en 1981. A principios de los años 1980, otros líderes de Acción francesa, como Georges-Paul Wagner o Philippe Colombani pasaron a militar en el Frente Nacional.

### Actualidad
Hoy en día, la Acción francesa, bajo la denominación de Centre royaliste d'Action française (CRAF), es el principal movimiento político de tipo monárquico en Francia. Se define como «monárquica, nacionalista y soberanista». Preconiza el restablecimiento de la monarquía en Francia (personificada en la rama Orléans de los Borbones) y se opone a la Europa federal, a la mundialización o al propio «sistema de partidos francés» basándose en la defensa incondicional del «interés nacional». Acción francesa ha eliminado el antisemitismo y la xenofobia de su discurso político, ideas que eran destacadas en la línea editorial del diario ya desde los días del caso Dreyfus y de la Primera Guerra Mundial o en el discurso político de varios de sus miembros antes de la aparición en la escena política internacional de Adolf Hitler.
La actitud a adoptar respecto del Frente Nacional divide a los militantes de Acción francesa: una parte de los militantes del movimiento monárquico considera que los realistas deben mantenerse al margen de los partidos políticos de tipo republicanos. Para otros, por el contrario, el Frente Nacional francés es el principal partido de la derecha soberanista y nacionalista, con lo que votar sus listas constituye un medio eficaz para lograr el avance de las ideas que sostiene Acción Francesa. De hecho, mientras que en las elecciones presidenciales del año 2002 Acción Francesa eligió apoyar la candidatura presentada por Jean-Pierre Chevènement (lo que provocó una crisis interna en el movimiento), por el contrario en las presidenciales de 2007, eligió apoyar a Jean-Marie Le Pen, el candidato presentado por el Frente Nacional.
Hoy en día, Acción francesa está organizada en secciones locales. Cada dos semanas edita su periódico L'Action française 2000, dirigido por Pierre Pujo (disponible en quioscos en Francia). No obstante, la cabecera L'Action française había sido prohibida en Francia a perpetuidad con la Liberación. Tras haber inicialmente adoptado el nombre de L'Action française hebdo, el periódico fue obligado a denominarse L'Action française 2000, siendo este título considerado aceptable por los Tribunales de Justicia.
Los jóvenes de Acción francesa se agrupan en torno de L'Action française étudiante que reúne a estudiantes universitarios o de instituto, así como a trabajadores; a su frente se encuentra Thibaud Pierre, y cuentan con una quincena de secciones locales. Su línea de actuación se centra en la formación política: círculos de formación, debates, conferencias, etc., así como en la propia acción política: campañas, mítines. Cada año se reúnen en una Universidad de verano: se trata del Campamento de Maxime Real del Sarte (creado en 1953) que propone 10 días de formación política militante. Antiglobalización y antiliberal, el movimiento reivindica la defensa, en todas sus formas, del «interés nacional» y preconiza un tipo de nacionalismo que no es sino una somera puesta al día de las ideas heredadas de Charles Maurras.

## Citas
- «Action Française, cuyo nacionalismo no podía limitarse al terreno constitucional, resuelta a realizar su nacionalismo en la constitución política del Estado francés, se llama integral porque la solución monárquica satisface todas las necesidades del país, así como una integral en Matemáticas representa la suma de todos los valores de una función algebraica». Bernard de Vesins - Congreso de Action française - noviembre de 1926, citado por Lucien Thomas en L'Action française devant l'Église.